# Sint-Godarduskerk (Bekkerzeel)

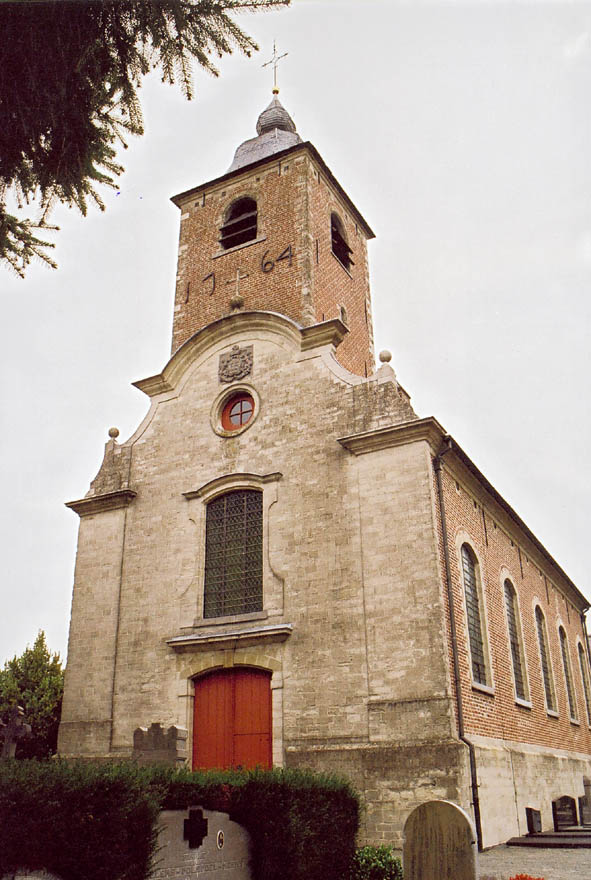
Sint-Godarduskerk

De Sint-Godarduskerk is de parochiekerk van de tot de Vlaams-Brabantse gemeente Asse behorende plaats Bekkerzeel, gelegen aan de Schutstraat 4.

## Geschiedenis
De parochie vindt mogelijk zijn oorsprong in een hofkapel van het Kasteel van Bekkerzeel. Deze kapel was een filiaalkerk van de parochie van Asse maar werd in de 11e eeuw waarschijnlijk al zelfstandig. In het 2e kwart van de 12e eeuw kwam het patronaatsrecht aan de Sint-Wivina-abdij te Groot-Bijgaarden. Waarschijnlijk werd toen -in plaats van een houten- een stenen kerkje gebouwd. Dit was een romaans zaalkerkje dat in de loop van de eeuwen herhaaldelijk verbouwd werd en ook gotische delen omvatte. Dit kerkje werd in 1763 gesloopt, waarna een nieuwe kerk werd gebouwd in classicistische stijl die in 1764 werd ingewijd. Bij de bouw werd ook materiaal van de oude kerk gebruikt.
In 1871 werd de kerk voorzien van een nieuw koor naar ontwerp van Gustave Hansotte. Dit koor sluit qua stijl aan bij het classicistisch kerkschip.

## Gebouw
Het betreft een georiënteerd eenbeukig kerkgebouw met ingebouwde toren en smaller, driezijdig afgesloten koor. De gevels zijn voorzien van segmentboogvensters, welke zijn opgetrokken in baksteen en zandsteen. De voorgevel is gebouwd in Lediaanse steen en wordt gesierd door het wapenschild van abdis Balthazarina Arrazolla de Onate. De bakstenentoren heeft een met leien bedekt helmdak.

## Interieur
Het interieur wordt overkluisd door een kruisribgewelf. De lambrisering van het schip is in Lodewijk XV-stijl, evenals een groot deel van het kerkmeubilair (communiebank, preekstoel, biechtstoelen, kerkmeestersbanken). De lambrisering van het koor en het koorgestoelte zijn uit de 2e helft van de 19e eeuw. Het hoofdaltaar is in late barokstijl. De zijaltaren zij uit het 3e kwart van de 18e eeuw.
Het noordelijk zijaltaar is gewijd aan Onze-Lieve-Vrouw en het zuidelijk zijaltaar aan Sint-Cornelius.
Uit de 1e helft van de 17e eeuw is het schilderij Sint-Anna leert Maria lezen. Uit de 18e eeuw zijn de schilderijen Sint-Godardus drijft de duivel uit en De gekruisigde Christus door engelen omringd.
Een gepolychromeerd houten Sint-Bernardusbeeld is 17e-eeuws en van een kruisbeeld stamt het corpus uit omstreeks 1500.
Het orgel werd omstreeks 1830 gebouwd door Pierre-Charles Van Peteghem. Het doopvont is 18e-eeuws en de glas-in-loodramen werden in 1900 aangebracht. De kerk bezit enkele grafstenen uit de 17e en 18e eeuw.